# Gaidifer d'Avion
Gaidifer (Gadifer) d'Avion (fl. 1230–1250) fue un trovador arrasiano de Avion. Ingresó a la Iglesia católica y se asoció con poetas de la llamada "Escuela de Arras".
Gaidifer tuvo buenas conexiones con los poetas de su época. Fue demandado Jehan Bretel en dos jeux partis por los trovadores Perrin d'Angicourt y Jehan le Cuvelier d'Arras y el banquero Audefroi Louchart. Gaidifer era un juez de Jehan de Grieviler y Robert de Castel en otros dos jeux partis.
Además de sus dos jeux, Gaidifer escribió siete chanson courtoises, seis de las cuales aparecen sólo en el Rome Chansonnier. Su estilo es descrito como «incisivamente circunscrito»: todos sus poemas son isométricos y octosílabos o decasílabos. Sus melodías simples están en forma bar, pero abarcan amplios rangos (a menudo una octava o más). En Tant ai D'Amours, que sirvió como modelo para Lambert Ferri (J'ai tant d'amours apris et entendu) y Adam de la Bassée (Ave rosa rubens et tenera), hay repetición en la cauda. Una sola pieza, Tout me samble no sobrevivió con su música.

## Obras
- Gaidifer, par courtoisie, con Bretel
- Gaidifer, d'un jeu parti, con Bretel
- Amours qui sur tous a pooir
- Je me cuidoie bien tenir
- Las pour quoi ris ne jus me chant
- Par grant esfort m'estuet dire et chanter
- Quant Dieus ne veut, tout si saint n'ont pooir
- Tant ai d'amours apris et entendu
- Tout me samble noient [quant ne vous v]oi